# Astra 1A
Astra 1A var den första i raden av Astra-satelliter, som sänder till hemparaboler (så kallat "DTH") i Europa. Eftersom den då var den enda satelliten i programmet kallades den oftast Astrasatelliten. Den sköts upp från Kourou den 11 december 1988 och lades på positionen 19,2° öst.
De sexton transpondrarna användes för flera olika kanaler. Detta inkluderade under tidiga år hela Rupert Murdochs ursprungliga satellitplattform med Sky Channel/Sky One, Sky Movies, Sky News och Eurosport, Jan Stenbecks TV3 och TV1000, tyska kanaler som RTL plus, Pro-7, Sat-1 och 3-Sat samt MTV Europe, The Children's Channel, Filmnet, Screensport med flera.
Det var i och med Astra som intresset för satellit-tv på allvar vaknade i Sverige. Plötsligt kunde parabolstorlekarna i södra Sverige minska från ca. 150 cm till 90 cm. Någon fördyrande motordrift behövdes inte heller längre för att följa olika tv-kanaler.
I juli 2001 togs 1A ur tjänst som DTH-satellit och flyttades till 19,4°Ö. Den flyttades i december samma år till 5,2°Ö där den låg tillsammans med Sirius-satelliterna. Astra 1A lades i junk orbit i december 2004.

### Fotnoter
1. ↑  ”NASA Space Science Data Coordinated Archive” (på engelska). NASA. https://nssdc.gsfc.nasa.gov/nmc/spacecraft/display.action?id=1988-109B. Läst 5 april 2020.